# Verdigris (fiume)

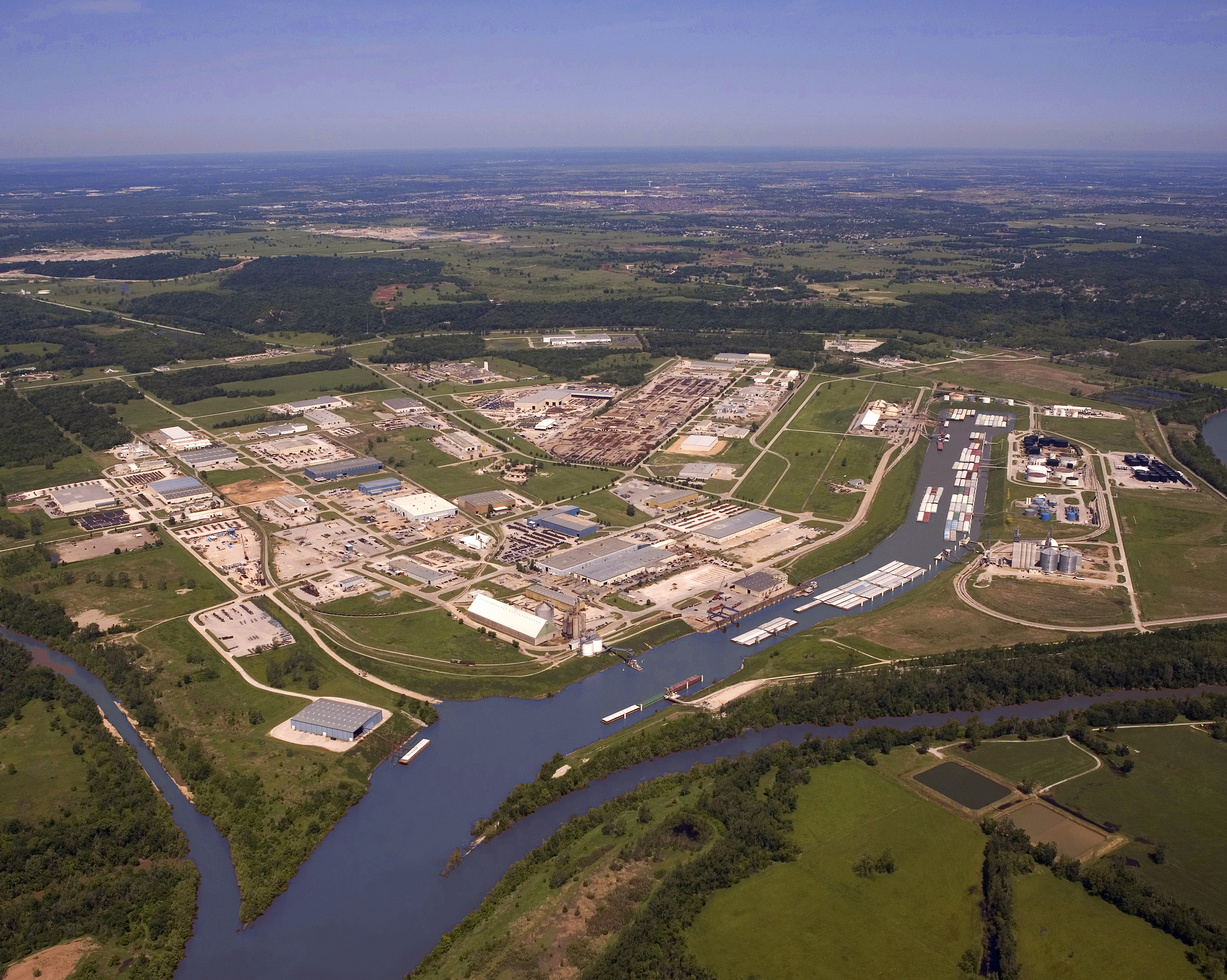
Porto di Catoosa alla convergenza del Bird Creek (sinistra) con il Verdigris (destra)

Il Verdigris è un fiume degli negli Stati Uniti, affluente di sinistra del fiume Arkansas, lungo 500 km (310 miglia).

## Descrizione
Il fiume nasce nel Kansas presso Madison nella Contea di Greenwood, dalla confluenza di due suoi rami, il North Branch Verdigris ed il South Branch Verdigris. Esso fluisce in direzione sud e attraversa il confine con l'Oklahoma poco a sud di Coffeyville, poi attraversa le contee di Nowata, Rogers, Wagoner e Muskogee, dove confluisce nel fiume Arkansas in una località detta 
Three Forks.
I principali affluenti sono:
- riva destra:
  - Fall River, presso la città di Neodesha;
  - Elk River, presso la città di Independence;
  - Caney River, fra Collinsville e Claremore;

Il percorso del fiume è segnato da diversi sbarramenti. I due più importanti sono quello posto a sud della città di Toronto, nella Contea di Woodson in Kansas, che forma il lago Toronto e quello di Oologah, nella Contea di Rogers in Oklahoma che forma il lago Oologah.
Il corso finale del fiume, da Catoosa alla confluenza con l'Arkansas, fa parte del sistema di navigazione dell'Arkansas McClellan–Kerr. Il sistema, lungo 716 km (445 miglia), collega il porto di Catoosa, presso Tulsa, con il Mississippi. Il percorso del sistema parte quindi dal porto di Catoosa, segue il tratto finale del Verdigris fino alla sua foce nell'Arkansas, quindi percorre l'Arkansas fino all'Arkansas Post National Memorial, dove imbocca l'Arkansas Post Canal fino al White River, quindi segue il percorso finale del White fino alla sua confluenza nel Mississippi presso Montgomery Point.